# Atzeneta del Maestrat
Atzeneta del Maestrat, en valencien et officiellement (Adzaneta en castillan), est une commune d'Espagne de la province de Castellón dans la Communauté valencienne. Elle est située dans la comarque de l'Alt Maestrat et dans la zone à prédominance linguistique valencienne.

## Géographie

Localisation d'Atzeneta del Maestrat
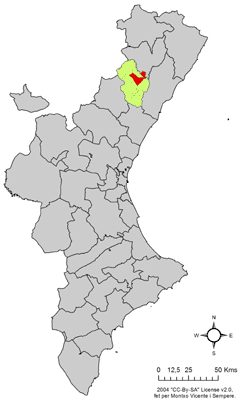
dans la Communauté valencienne.
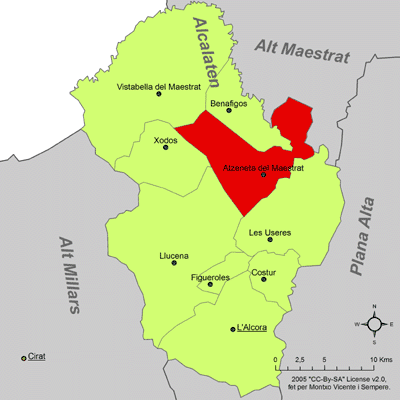
dans la comarque de l'Alcalatén (jusqu'en 2022).

Localités limitrophes :
Culla, Benafigos, Vistabella del Maestrazgo, Useras, Lucena del Cid, et Chodos, toutes de la province de Castellón.

## Patrimoine

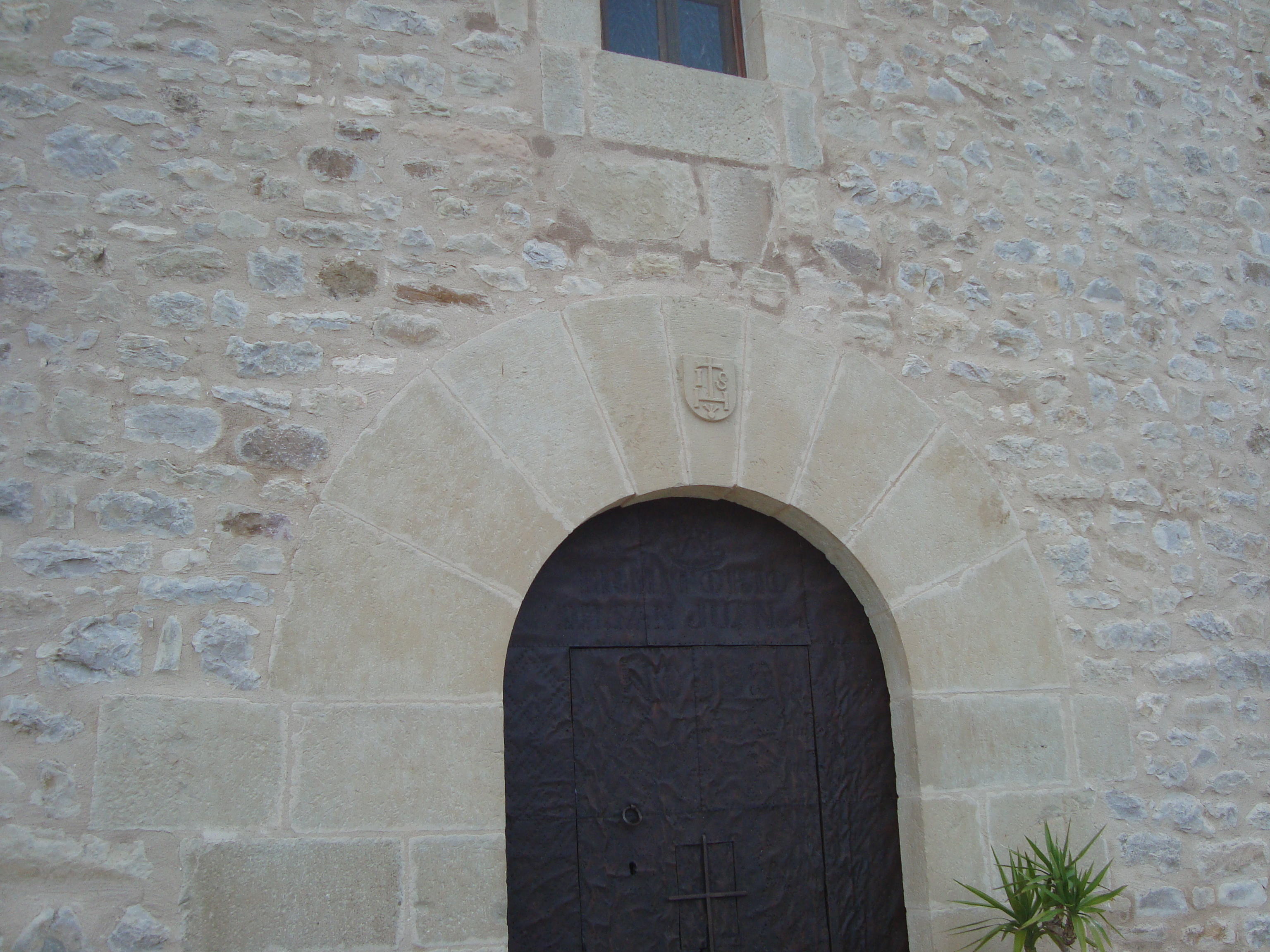
Chapelle de Sant Joan del Castell.
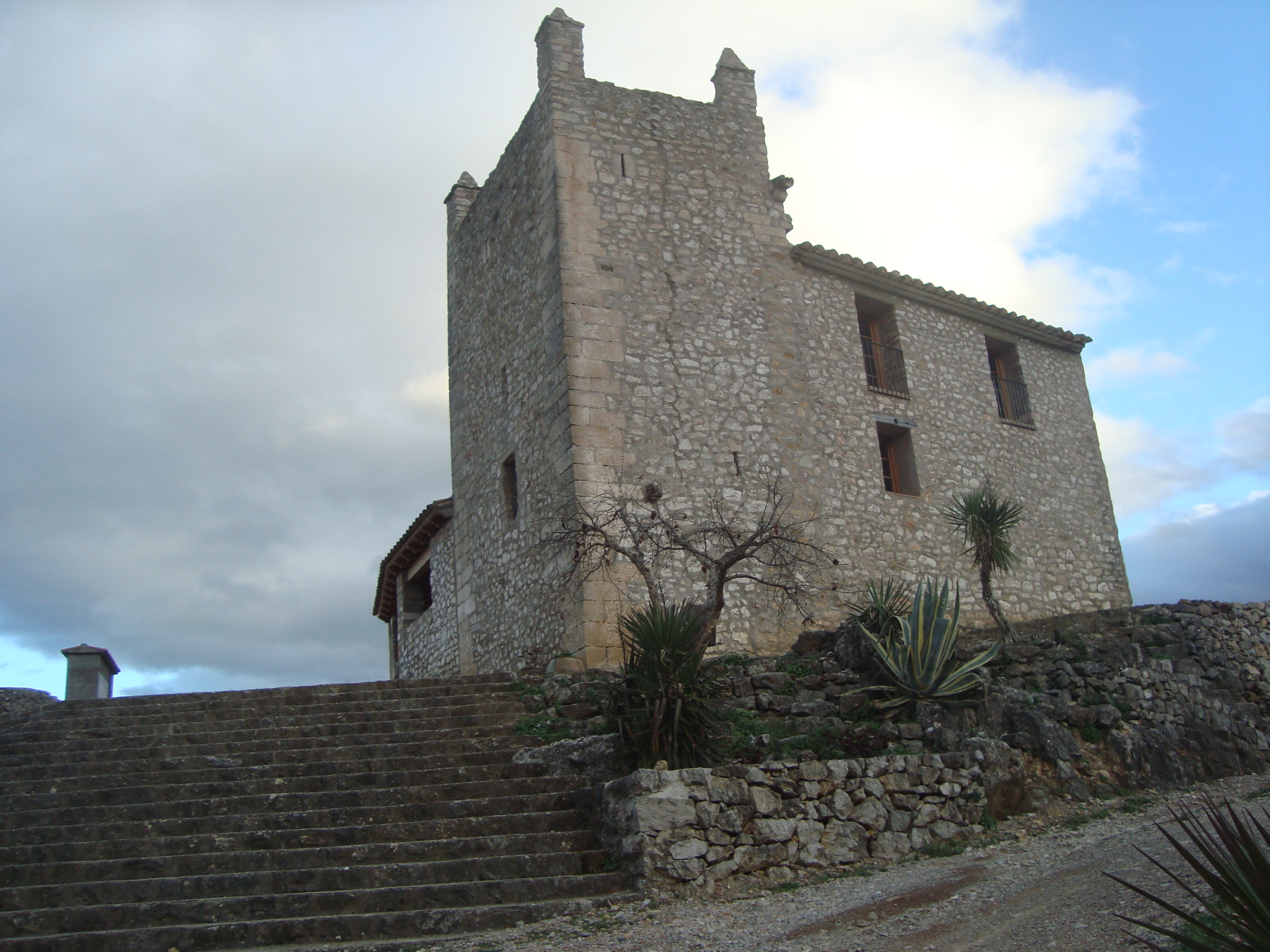
Château d'Atzeneta del Maestrat.
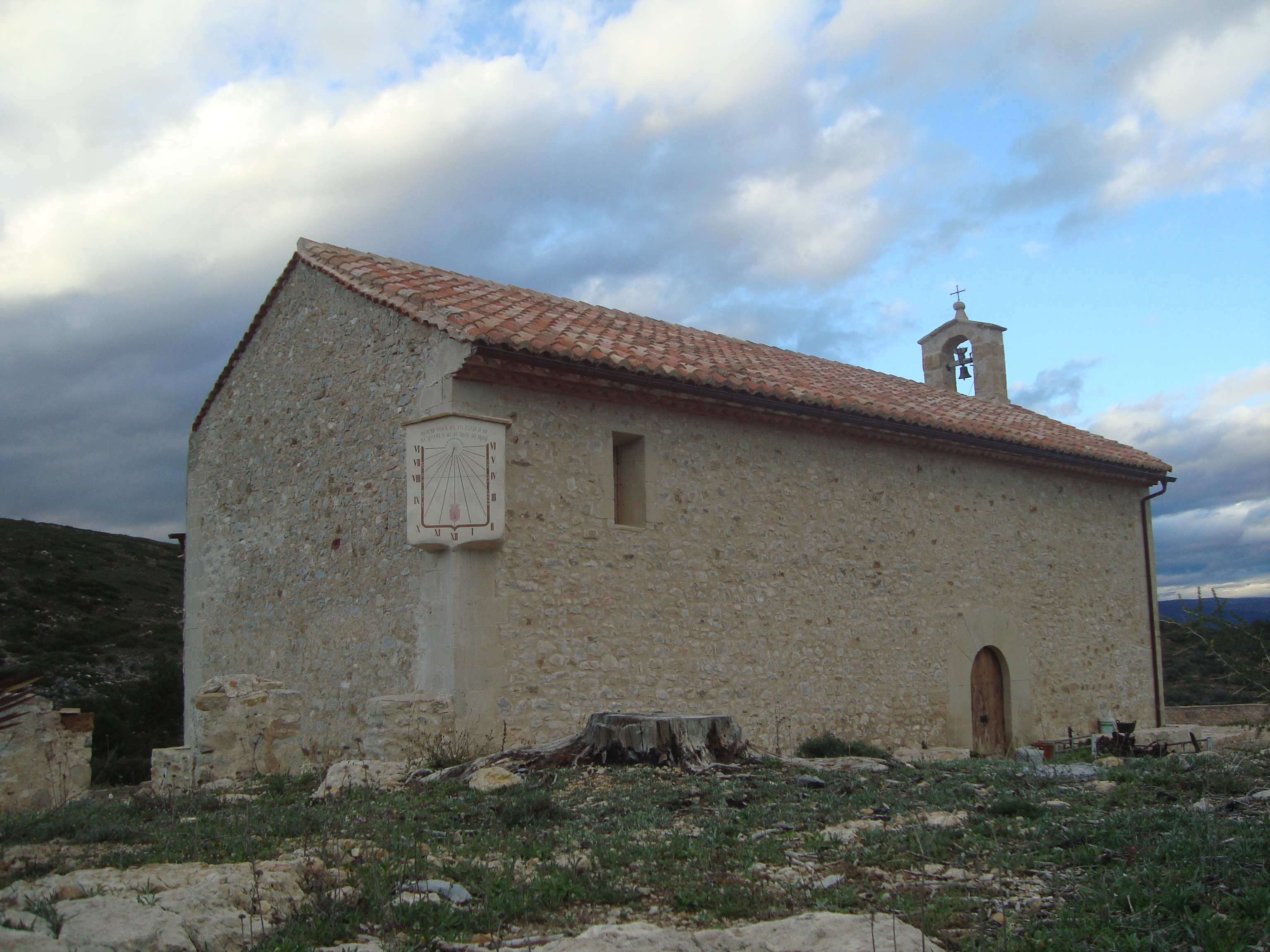
Chapelle du château d'Atzeneta del Maestrat.